# Maryville (Tennessee)
Maryville és una població dels Estats Units a l'estat de Tennessee. Segons el cens del 2000 tenia 23.120 habitants.

## Demografia
Segons el cens del 2000, Maryville tenia 23.120 habitants, 9.050 habitatges, i 6.045 famílies. La densitat de població era de 560,7 habitants/km².
Dels 9.050 habitatges en un 32,1% hi vivien nens de menys de 18 anys, en un 52,3% hi vivien parelles casades, en un 11,9% dones solteres, i en un 33,2% no eren unitats familiars. En el 29,8% dels habitatges hi vivien persones soles el 13,9% de les quals corresponia a persones de 65 anys o més que vivien soles. El nombre mitjà de persones vivint en cada habitatge era de 2,38 i el nombre mitjà de persones que vivien en cada família era de 2,95.
Per edats la població es repartia de la següent manera: un 23,9% tenia menys de 18 anys, un 9,8% entre 18 i 24, un 27% entre 25 i 44, un 21,7% de 45 a 60 i un 17,6% 65 anys o més.
L'edat mediana era de 38 anys. Per cada 100 dones de 18 o més anys hi havia 81,4 homes.
La renda mediana per habitatge era de 40.143 $ i la renda mediana per família de 49.182 $. Els homes tenien una renda mediana de 35.434 $ mentre que les dones 23.444 $. La renda per capita de la població era de 21.556 $. Entorn del 7,8% de les famílies i el 10,1% de la població estaven per davall del llindar de pobresa.

## Poblacions més properes
El següent diagrama mostra les poblacions més properes.